# Yamaha TDR 125
Yamaha TDR 125 – japoński motocykl sportowo-terenowy produkowany przez Yamaha Motor Company w latach 1992-2002
TDR 125 to typowy Funbike. Motocykl posiada duży prześwit. Zablokowany seryjnie silnik generuje 15 KM, odblokowany ok. 26 KM. Silnik jest chłodzony cieczą. Prędkość maksymalna to ok. 140 km/h. Podstawą Yamahy TDR 125 jest stalowa rama. Silnik dwusuwowy, skrzynia biegów 6-stopniowa. Motocykl waży ok. 135 kg. Wersja silnikowa belgrada po odblokowaniu generuje moc rzędu 31 koni mechanicznych.

## Dane techniczne

### Silnik
- Pojemność: 125 cm³
- Moc: 26 KM przy 7000 obr./min,
- Moment obr. 15 Nm przy 6500 obr./min,
- Układ silnika: singiel, liczba cylindrów: 1,
- Wymiary tłoka: 56 x 50,7 mm,
- Stopień sprężania: 10
- Rozrusznik, zapłon: elektryczny, gaźnik,
- Chłodzenie: ciecz,
- Skrzynia biegów: 6-biegowa,napęd-łańcuch,

### Wymiary
- Długość: 
  - 2120 mm (wersja F, GB, IRL, B, P, GR, E)
  - 2185 mm (wersja S, SF, D, CH, A),
- Szerokość: 840 mm,
- Wysokość: 1295 mm,
- Wysokość siedzenia: 850 mm,
- Rozstaw kół: 1405 mm,
- Prześwit: 270 mm,
- Minimalny promień skrętu: 2200 mm,
- Waga: 
  - 135 kg
  - 136 kg (wersja CH, A)
- Pojemność baku: 11 l (w tym 2,2 l rezerwy),

### Nadwozie i podwozie
- Maksymalna ładowność:
  - 180 kg
  - 179 kg (wersja CH, A),
- Wymiary opon: 
  - Przód: 100/90-18
  - Tył: 130/80-17
- Ciśnienie w kole (przy załadunku do 90 kg): 
  - Przód: 175 kPa (1,75 kgf/cm2, 1,75 bar)
  - Tył: 200 kPa (2,00 kgf/cm2, 2,00 bar)
- Ciśnienie w kole (powyżej 90 kg do maksymalnej ładowności):
  - Przód: 175 kPa (1,75 kgf/cm2, 1,75 bar)
  - Tył: 225 kPa (2,25 kgf/cm2, 2,25 bar)
- Hamulce przednie: pojedynczy tarczowy, 282 mm,
- Hamulce tylne: pojedynczy tarczowy, 220 mm,

### Napęd
- Napęd realizowany jest za pomocą łańcucha (428, 136 ogniw)
- Oryginalne przełożenie (przód/tył): 16/57 (3,563)
- Skrzynia biegów: manualna, 6-stopniow